# Katalin Szilágyi
Katalin Szilágyi   (Nyíregyháza, 16 de novembre de 1965) és una ex-jugadora d'handbol hongaresa que va competir durant les dècades de 1980 i 1990.
El 1996 va prendre part en els Jocs Olímpics d'Atlanta, on guanyà la medalla de bronze en la competició d'handbol. En el seu palmarès també destaca una medalla de plata al Campionat del món d'handbol de 1995. Entre 1984 i 1996 va jugar 179 partits i marcà 627 gols amb la selecció nacional. A nivell de clubs jugà al Debreceni VSC (1980–1991), amb qui la lliga hongaresa de 1987, alhora que fou escollida millor jugadora d'handbol hongaresa d'aquell any. Posteriorment jugà al Swift Roermond neerlandès.